# Amin al-Dawla ibn al-Tilmidh
Abu'l-Ḥasan Hibat Allāh ibn Ṣā'id ibn al-Tilmidh, souvent connu sous son titre d'honneur Amin al-Dawla (« Fidèle de la dynastie », titre conféré par les califes), né en 1073, mort le 12 février 1165, est un célèbre médecin arabe chrétien de Bagdad, appartenant à l'Église nestorienne, qui fut notamment au service des califes abbassides al-Muqtafi et al-Mustanjid.

## Biographie
Fils d'un médecin renommé, il possédait une vaste culture, maîtrisant à la fois l'arabe, le syriaque et le persan, et en plus de médecin il fut aussi poète, musicien et calligraphe. Clerc de l'Église nestorienne, il était également très versé dans les théologies chrétienne et musulmane ; il dirigea, aux côtés des catholicos, la communauté chrétienne de Bagdad. À partir du règne d'al-Muqtafi, il fut directeur (sa'ora en syriaque) du fameux hôpital Al-'Adhudi de Bagdad (fondé en 981 par l'émir Adhud ad-Dawla Fanna Khusraw). Il était également responsable de la formation des médecins à Bagdad et délivrait les licences. Il forma un grand nombre de médecins ensuite renommés (Fakhr al-Din al-Maridini, Ibn Abi'l-Khayr al-Masihi, Radi al-Din al-Rahbi, Muwaffiq al-Din b. al-Matran...), qui souvent s'établirent en Syrie ou en Égypte pour y fonder de nouvelles écoles et y assurer le renouveau de la médecine arabe qui marqua le XIIe siècle. Il laissa à sa mort, à quatre-vingt-douze ans, une immense fortune et une très riche bibliothèque.

## Œuvre
Son œuvre écrite n'est pas très originale : elle est surtout constituée de commentaires de textes médicaux grecs de l'Antiquité (notamment du Corpus hippocratique et de Galien), d'ouvrages de médecins chrétiens arabophones (notamment Hunayn ibn Ishaq et Abu Sahl 'Isa ibn Yahya al-Masihi) et de médecins musulmans (notamment Rhazès et le Canon d'Avicenne). Mais son legs le plus important aux siècles suivants est sa Grande Pharmacopée (Al-Aqrābādhīn al-kabir) qui remplaça celle de Sabur ibn Sahl (IXe siècle), d'abord à l'hôpital Al-'Adhudi, ensuite dans tous les hôpitaux du monde musulman.

## Édition
- Oliver Kahl (éd.), The Dispensatory[1] of Ibn at-Tilmiḏ (texte en arabe, traduction en anglais, étude et glossaires), E. J. Brill, Leyde, 2007.